# Rancho Nuevo de las Trojes
Rancho Nuevo de las Trojes är en ort i Mexiko.   Den ligger i kommunen San Luis de la Paz och delstaten Guanajuato, i den centrala delen av landet, 240 km nordväst om huvudstaden Mexico City. Rancho Nuevo de las Trojes ligger 2 187 meter över havet och antalet invånare är 119.
Terrängen runt Rancho Nuevo de las Trojes är kuperad söderut, men norrut är den platt. Runt Rancho Nuevo de las Trojes är det ganska tätbefolkat, med 67 invånare per kvadratkilometer. Närmaste större samhälle är San Luis de la Paz, 11,9 km nordväst om Rancho Nuevo de las Trojes. Trakten runt Rancho Nuevo de las Trojes består till största delen av jordbruksmark.